# Regiella insecticola
Regiella insecticola (syn. Adiacens aphidicola, Adiaceo aphidicola) ist eine Bakterienspezies (Art), die als Endosymbiont in Blattläusen lebt. Andere verwandte Endosymbionten der Blattläuse sind Hamiltonella defensa und Spezies der Gattung Photorhabdus. Zusammen gewähren diese den Blattläusen einen Schutz vor Parasitoiden.
Dieser Symbiont wurde in einem hochresistenten Klon (siehe Blattläuse §Fortpflanzung) der Grünen Pfirsichblattlaus (Myzus persicae) in Australien entdeckt.
Zum Verbreitungsgebiet gehören Europa, Nordamerika und Japan.

## Beschreibung
Die Verwandtschaft mit (aber auch die Unterschiede zu) anderen Mitgliedern der Enterobacteriaceae wurden durch Genomanalyse bestimmt.
Wie bei Hamiltonella defensa sind die kodierenden Sequenzen (dem Genom ohne die nicht-kodierende „Junk-DNA“) etwas niedrig im G+C-Gehalt (40,4 % für das Fragment gyrB, 47,1 % für recA).
Für ein Isolat dieses Symbionten in der Erbsenlaus (Acyrthosiphon pisum) konnte ein Zelltropismus bzgl. großer Bakteriozyten (spezielle Zellen eines Wirtsorganismus, die die endosymbiotischen Bakterien enthalten) und kleiner benachbarter „Scheidenzellen“ (englisch “sheath” cells) nachgewiesen werden.

## Wirtsspektrum und Nutzen für den Wirt
Bislang (Stand 2005) sind alle Wirte Blattläuse, darunter Arten aus mehreren Unterfamilien:
- Erbsenlaus (Acyrthosiphon pisum),
- Grüne Zitronenlaus (Aphis citricola syn. Aphis spiraecola)[6][7][8]
- Oleanderblattlaus (Aphis nerii)[9]
- Große Zwetschgenblattlaus (Brachycaudus cardui)[10]
- Pappeltriebblattlaus (Chaitophorus populeti, englisch Poplar shoot aphid)[11]
- Colopha kansugei (syn. Colopha graminis)[12]
- Macrosiphoniella ludovicianae[13][14]
- Getreideblattlaus (Macrosiphum avenae, englisch English grain aphid)[15][16]
- Grünstreifige Kartoffelblattlaus (Macrosiphum euphorbiae)[17]
- Rübenwurzellaus (Pemphigus betae)[18]
- Uroleucon aenum
- Uroleucon helianthicola
- Uroleucon astronomus
- Uroleucon giganteus
- Uroleucon rudbeckiae (en. goldenglow aphid)
- Goldrutenblattlaus (Uroleucon solidaginis, en. goldenrod aphid, dänisch Gyldenrisbladlus)[19]

Außerdem:
- Grüne Pfirsichblattlaus (Myzus persicae)

Der wichtigste mit diesem Symbionten in Verbindung stehende phänotypische Effekt ist die verbesserte Fähigkeit der Blattläuse, bestimmte Wirtspflanzen zu nutzen. Möglicherweise verleiht er ihnen auch eine erhöhte Resistenz gegen Pilzinfektionen.
Die Exposition von Grünen Pfirsichblattläusen gegenüber Aphidius colemani – einer parasitoiden Brackwespe (Unterfamilie Aphidiinae) – zeigte deutlich, dass das für diese Blattläuse spezifische Isolat von R. insecticola im Gegensatz zu anderen Stämmen dieser Spezies einen starken Schutz gegen die parasitoiden Wespen bietet.
Die endosymbiotischen Bakterien schützen also ihren Wirt vor natürlichen Feinden.

## Systematik
Die Spezies hat in der List of Prokaryotic names with Standing in Nomenclature (LPSN) bislang lediglich Kandidatenstatus (Stand 29. August 2021), eine Charakterisierung der Gattung „Regiella“ liegt nach LPSN noch nicht vor. Das National Center for Biotechnology Information (NCBI) listet in der Gattung jedoch eine weitere vorgeschlagene Spezies mit der vorläufigen Bezeichnung „Regiella symbiont of Sitobion miscanthi“.
In der folgenden Systematik auf Gattungsebene ist der Vorsetz „Candidatus“ zur vereinfachten Darstellung weggelassen:
Gattung: „Regiella“ (als Gattung nicht charakterisiert)
- Spezies: Regiella insecticola Moran et al., 2005 (syn. Adiacens aphidicola corrig. Darby et al. 2005, Adiaceo aphidicola)

— enthält die sekundären Symbionten der Blattläuse vom Typ U
- Stamm: Regiella insecticola 5.15
- Stamm: Regiella insecticola LSR1

- Spezies: „Regiella symbiont of Sitobion miscanthi“ (Sitobion miscanthi: englisch Indian grain aphid, de. etwa „Miscanthus-Getreideblattlaus“)

## Etymologie
Der Gattungsname Regiella wurde vergeben zu Ehren des Entomologen Reginald F. Chapman, kurz „Reg.“ genannt. Durch seine Forschungen, Schriften und Lehrtätigkeit leistete er herausragende Beiträge zur Erforschung von Insekten, insbesondere der Anpassungen pflanzenfressender Arten an bestimmte Wirtspflanzen.